# Distrito de Trenčín
El distrito de Trenčín (en eslovaco Okres Trenčín) es una unidad administrativa (okres) de Eslovaquia Noroccidental, situado en la región de Trenčín, con 112 767 habitantes (en 2001) y una superficie de 672 km². Su capital es la ciudad de Trenčín, que también es la capital de la región.

## Demografía
| Año        | 1994    | 2004    | 2014    | 2024    |
| ---------- | ------- | ------- | ------- | ------- |
| Población  | 113 057 | 112 515 | 113 863 | 113 208 |
| Diferencia |         | −0,47 % | +1,19 % | −0,57 % |

| Año        | 2023    | 2024    |
| ---------- | ------- | ------- |
| Población  | 113 225 | 113 208 |
| Diferencia |         | −0,01 % |

## Ciudades (población año 2017)
- Nemšová 6368
- Trenčianske Teplice 4177
- Trenčín (capital) 55 537

## Municipios
- Adamovské Kochanovce 855
- Bobot 760
- Chocholná-Velčice 1696
- Dolná Poruba 797
- Dolná Súča 3087
- Drietoma 2268
- Dubodiel 945
- Horňany 445
- Horná Súča 3405
- Horné Srnie 2774
- Hrabovka 419
- Ivanovce 980
- Kostolná-Záriečie 683
- Krivosúd-Bodovka 347
- Melčice-Lieskové 1625
- Mníchova Lehota 1210
- Motešice 810
- Neporadza 816
- Omšenie 1973
- Opatovce 427
- Petrova Lehota 187
- Selec 1006
- Skalka nad Váhom 1169
- Soblahov 2314
- Štvrtok 359
- Svinná 1572
- Trenčianska Teplá 4211
- Trenčianska Turná 3369
- Trenčianske Jastrabie 1237
- Trenčianske Mitice 778
- Trenčianske Stankovce 3297
- Veľká Hradná 710
- Veľké Bierovce 705
- Zamarovce1063